# Сангинетти, Рауль
Рауль Сангинетти (исп. Raúl Sanguineti; 4 февраля 1933, Парана — 6 августа 2000, Буэнос-Айрес) — аргентинский шахматист; почётный гроссмейстер (1982). Многократный чемпион страны (1956—1974). В составе команды Аргентины участник многих олимпиад (1956—1976), в том числе 12-й (1956) — 9 очков из 11 (лучший результат на 5-й доске), 15-й (1962) — 13½ очков из 16 (лучший результат на 4-й доске; с Б. Ивковым). Участник зональных турниров ФИДЕ в Рио-де-Жанейро (1957) — 2-3-е и Форталезе (Бразилия; 1975) — 1-е; межзональных турниров в Портороже (1958) — 14-е и Биле (1976) — 16-е места. 
Лучшие результаты в других международных соревнованиях: Мар-дель-Плата (1956, 1958, 1968 и 1976) — 3-4-е, 3-5-е, 3-е и 1-2-е; Сан-Паулу (1957) — 1-е; Лима (1959) — 3-5-е; Буэнос-Айрес (1963 и 1977) — 1-е; Виннипег (1974) — 2-е; Сантос-Лугарес (1978) — 1-е места.    
По профессии врач, закончил медицинский факультет университета в Буэнос-Айресе.

## Изменения рейтинга
| Графики недоступны из-за технических проблем. См. информацию на Фабрикаторе и на mediawiki.org. |